# Aylostera leucanthema
Aylostera leucanthema es una especie de planta suculenta perteneciente al género Aylostera, dentro de la familia Cactaceae. Es endémica de Bolivia y anteriormente se le conocía como Rebutia leucanthema.

## Descripción
Aylostera leucanthema es una especie de cactus pequeño que crece individualmente, con el cuerpo que va de esférico a cilíndrico corto, de color verde oscuro a púrpura. Puede alcanzar alturas de hasta 7 cm, con diámetros de hasta 3,5 cm y una raíz en forma de remolacha muy poco pronunciada. 
Presenta de 13 a 14 costillas dispuestas en espiral y claramente divididas en tubérculos. Las areolas son ovaladas y de color marrón. Tiene una espina central negra (a veces ausente) que mide hasta 7 mm de largo, y de 7 a 8 espinas marginales de color marrón con la base más oscura, de hasta 6 mm de largo.
Las flores, de color blanco a rosa, crecen hasta 2,5 cm de largo y alcanzan el mismo diámetro. Los frutos son esféricos y de color púrpura oscuro, con un diámetro de hasta 5 mm.

## Distribución y hábitat
El área de distribución nativa de esta especie es Bolivia (Chuquisaca) y crece principalmente en biomas desérticos o de matorrales secos.

## Taxonomía
La primera descripción de esta especie fue como Rebutia leucanthema, publicada en 1975 por el botánico austriaco Walter Rausch en la revista científica Kakteen und andere Sukkulenten 26: 125.
Más tarde, los botánicos Stefano Mosti y Alessio Papini trasladaron la especie al género Aylostera, por lo que pasó a llamarse Aylostera leucanthema. Registraron estos cambios en la revista Pakistan Journal of Botany 43: 2782, publicada en 2011.

Etimología
- Aylostera: nombre genérico formado a partir de las palabras griegas aulos, transliterado irregularmente como aylos, (que significa 'tubo') y stereos (que significa 'sólido'), en alusión al tubo floral sólido que poseen.[3]
- leucanthema: epíteto específico que deriva las palabras griegas leukos (que significa "blanco") y anthema (que significa "flor" o "floración"), haciendo referencia al color blanco de sus flores.[4]

## Usos
Se cultiva principalmente como planta ornamental y su propagación se realiza normalmente a través de hijuelos o semillas.